# Garnison

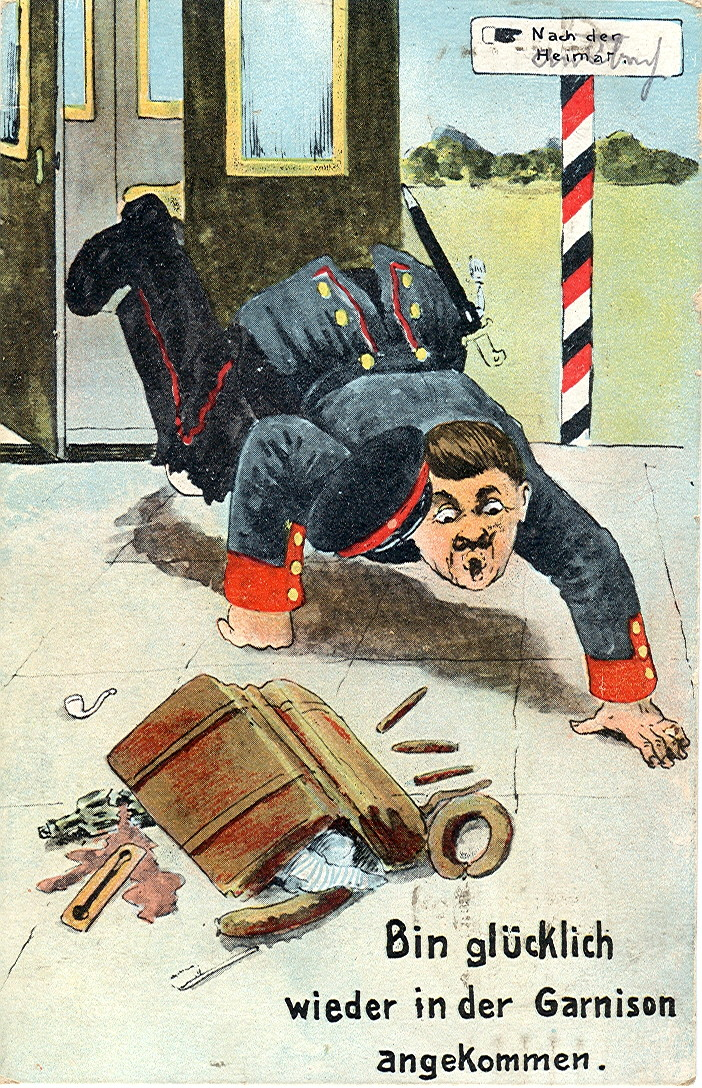
« Bonne rentrée à la garnison ! »
Carte postale allemande de 1918.

Une garnison est le corps de troupe stationné dans une place forte afin de la défendre contre un ennemi éventuel. Elle est soumise au service de place.
Le terme connaît plusieurs emplois spécifiques :
- par extension, le mot désigne les unités stationnées dans une ville, même non fortifiée. Une ville de garnison est une commune où une unité militaire est implantée à titre permanent, dans la plupart des cas à l’intérieur d’une ou plusieurs caserne(s). Lorsqu'aucun bâtiment civil ne figure entre les casernes et leurs dépendances, on parle de quartier militaire, emprise clôturée de murs et avec un poste de garde permanente à son entrée filtrant les entrées/sorties

- la maison de garnison est un bâtiment fortifié construit en rondins, hébergeant des troupes de garde ; cette construction se multiplia en Nouvelle-Angleterre lors des guerres intercoloniales, extension en Amérique du Nord du conflit nommé la guerre de Sept Ans ;

- un garnisaire est, en France et durant l’Ancien Régime, une personne assignée officiellement en hébergement en tant que garnison, en y recevant une pension (gîte et couvert) aux frais du contribuable, sans avoir à payer, jusqu'au règlement compensé des arriérés d’impôts. La pratique était assimilable aux dragonnés[1] ;

- en Israël, une unité de garnison (en hébreu : cheil matzav) renvoie à une unité régulière de Tsahal chargée de la défense d’une zone spécifique telle qu’une ville, une province, une forteresse ou même un simple immeuble ;

- village de garnison est une expression qui désigne en français des villages construits à la hâte à Taïwan après la fin de la guerre civile chinoise pour accueillir des militaires et leurs familles venues de Chine continentale[2].